# العرقين (المحفد)

تعديل مصدري - تعديل

العرقين هي إحدى قرى عزلة المحفد بمديرية المحفد التابعة لمحافظة أبين، بلغ تعداد سكانها 252 نسمة حسب تعداد اليمن لعام 2004.